# Natação artística nos Jogos Pan-Americanos de 2023 - Qualificação
Abaixo está o sistema de qualificação e os comitês olímpicos nacionais qualificados a Natação artística nos Jogos Pan-Americanos de 2023, programada para ser realizada em Santiago, Chile, de 2 a 5 de novembro de 2023.

## Sistema de classificação
Um total de 80 nadadoras artísticas se classificarão para competir nos jogos. Como país-sede, o Chile classificou a cota máxima de nove atletas. Outras sete equipes se irão se classificar por meio de classificatórias sub-continentais (cada uma com nove atletas). Cada uma dessas sete equipes deverá inscrever um dueto com as atletas que já fazem parte de suas equipes. Além disso, quatro vagas no dueto foram reservadas para os países que não conseguirem se classificar para a competição por equipe.
Estados Unidos e Canadá, por serem os únicos membros localizados nas zonas 3 e 4, respectivamente, classifiaram automaticamente uma equipe completa. A região da América do Sul e a região da América Central e do Caribe irão classificar três equipes e cinco duetos cada. De tal maneira, um total de oito equipes e doze duetos se classificarão.

## Linha do tempo
| Event                                       | Date                   | Venue                     |
| ------------------------------------------- | ---------------------- | ------------------------- |
| Jogos Sul-Americanos de 2022                | 7–9 de outubro de 2022 | Assunção, Paraguai        |
| Jogos Centro-Americanos e do Caribe de 2023 | 24–28 de junho de 2023 | San Salvador, El Salvador |

## Sumário de classificação
| CON                | Equipe | Dueto | Atletas |
| ------------------ | ------ | ----- | ------- |
| ARG Argentina      |        | X     | 2       |
| ARU Aruba          | X      | X     | 9       |
| BRA Brasil         | X      | X     | 9       |
| CAN Canadá         | X      | X     | 9       |
| CHI Chile          | X      | X     | 9       |
| COL Colômbia       | X      | X     | 9       |
| CRC Costa Rica     |        | X     | 2       |
| CUB Cuba           |        | X     | 2       |
| ESA El Salvador    | X      | X     | 9       |
| USA Estados Unidos | X      | X     | 9       |
| MEX México         | X      | X     | 9       |
| URU Uruguai        |        | X     | 2       |
| Total: 12 CON's    | 8      | 12    | 80      |

## Equipe
| Competição                                  | Vagas | Classificados                        |
| ------------------------------------------- | ----- | ------------------------------------ |
| País-sede                                   | 1     | CHI Chile                            |
| Zona 3                                      | 1     | USA Estados Unidos                   |
| Zona 4                                      | 1     | CAN Canadá                           |
| Jogos Sul-Americanos de 2022                | 2     | BRA Brasil COL Colômbia              |
| Jogos Centro-Americanos e do Caribe de 2023 | 3     | MEX México ESA El Salvador ARU Aruba |
| Total                                       | 8     |                                      |

## Dueto
| Competição                                  | Vagas | Classificados                        |
| ------------------------------------------- | ----- | ------------------------------------ |
| País-sede                                   | 1     | CHI Chile                            |
| Zona 3                                      | 1     | USA Estados Unidos                   |
| Zona 4                                      | 1     | CAN Canadá                           |
| Jogos Sul-Americanos de 2022                | 2     | BRA Brasil COL Colômbia              |
| Jogos Sul-Americanos de 2022                | 2     | ARG Argentina URU Uruguai            |
| Jogos Centro-Americanos e do Caribe de 2023 | 3     | MEX México ESA El Salvador ARU Aruba |
| Jogos Centro-Americanos e do Caribe de 2023 | 2     | CUB Cuba CRC Costa Rica              |
| Total                                       | 12    |                                      |